# Uniquities Vol. 1 + 2
Uniquities Vol. 1 + 2  ist ein Jazzalbum von Jim Hall. Die 2012 live in Japan entstandenen Aufnahmen erschienen 2023 auf der Crowdfunding-Plattform ArtistShare.

## Hintergrund
Ab 2009 begleitete der Produzent und Komponist Brian Camelio den Gitarristen Jim Hall bei dessen Tourneen, um ihm bei seiner Genesung von einer Rückenoperation zu helfen. Während dieser Auftrittsphase war Jim Hall Frontmann eines Trios und spielte einige Duette. Glücklicherweise nahm Brian Camelio so viel auf, wie er konnte, und lagerte die Bänder in seinem Archiv. Im Dezember 2013 starb der Gitarrist.
Anfang der 2020er-Jahre wurde Camelio von Jim Halls Witwe Jane Hall gebeten, ein Album mit dem aufgenommenen Material zusammenzustellen, um damit seinen 92. Geburtstag am 4. Dezember 2022 zu feiern. Darauf durchsuchte Camelio seine Archive und stieß auf Stücke, die im Mai und Juni 2012 aufgenommen wurden. Jim Hall wurde dabei von Bassist Scott Colley und Schlagzeuger Joey Baron begleitet. Das Ergebnis ist das Album Uniquities, mit zwölf bislang unveröffentlichten Live-Tracks, die im März 2023 in zwei separaten Bänden veröffentlicht wurden. „Uniquities“ ist ein Wort, das Jane Hall erfunden hat, um zu beschreiben, wie Jim Hall musikalische Ideen für Songs aufgegriffen und sie ständig neu erfunden hat.

## Titelliste
- Jim Hall: Uniquities Vol. 1 + 2 (ArtistShare – AS0215)[2]

CD 1
1. Without a Song (Vincent Youmans) 10:16
2. All the Things You Are (Jerome Kern) 7:44
3. Careful (Jim Hall) 7:41
4. Chelsea Bridge (Billy Strayhorn) 8:52
5. Is What It Is (Scott Colley) 6:40
6. Uniquities Pt. 1 (Hall, Baron, Colley) 7:14
7. St. Thomas (Sonny Rollins) 9:25

CD 2
1. Without a Song  (Youmans) 7:39
2. Body and Soul (Johnny Green) 8:13
3. Big Blues (Jim Hall) 9:24
4. In a Sentimental Mood (Duke Ellington) 10:53
5. Uniquities Pt. 2 / St. Thomas (Hall, Baron, Colley / Rollins) 16:20

## Rezeption
Nach Ansicht von Marc Myers, der das Album in Jazzwax rezensierte, ist das Album großartig, zutiefst einfallsreich, introspektiv und ein außergewöhnliches Dokument, vor allem, da bis dato keine offiziellen Kleingruppenaufnahmen von Jim Hall nach 2010 aufgetaucht sind. Die Klangqualität sei fantastisch und Jim Halls Spiel erstklassig, dank des verwendeten Aufnahmeverfahrens und des großartigen Spiels von Scott Colley und Joey Baron.